# روبين ارتشر
روبين ارتشر (بالإنجليزية: Robyn Archer)‏ هي كاتبة غنائية أسترالية، ولدت في 1948 في Prospect, South Australia ‏ في أستراليا.

## وصلات خارجية
- الموقع الرسمي
- روبين ارتشر على موقع IMDb (الإنجليزية)
- روبين ارتشر على موقع ميوزك برينز (الإنجليزية)
- روبين ارتشر على موقع ديسكوغز (الإنجليزية)